# Kąty (Goździelin)
Kąty – część wsi Goździelin w Polsce, położona w województwie świętokrzyskim, w powiecie ostrowieckim, w gminie Bodzechów.
W latach 1975–1998 Kąty administracyjnie należały do województwa kieleckiego.